# Ivan Ivanovitj Martynov
Ivan Ivanovitj Martynov (ryska: Ива́н Ива́нович Марты́нов), född 1771 i Perevolotjna, död den 1 november 1833 i Sankt Petersburg) var en rysk botaniker.
Martynov specialiserade sig på blomväxter. Han beskrev bland annat hampväxter, kransblommiga växter och isörtsväxter. Auktorsnamnet Martinov kan användas för Ivan Ivanovitj Martynov i samband med ett vetenskapligt namn inom botaniken; se Wikipediaartiklar som länkar till auktorsnamnet.